# Ken Boothe
Ken Boothe (Kingston, 22 maart 1948) is een Jamaicaanse ska- en reggae-zanger en songwriter.

## Carrière
De carrière van Ken Boothe begon met de Caribische muziekproducent Clement Coxsone Dodd, met wiens hulp hij in 1967 een coverversie van de song Puppet on a string van Sandie Shaw opnam. In hetzelfde jaar toerden hij en Alton Ellis met de band The Soul Vendors succesvol door het Verenigd Koninkrijk.
Nadat hij afscheid had genomen van Coxsone, werkte hij samen met de producenten Leslie Kong en Keith Hudson. Hij richtte samen met de muzikant B.B. Seaton de band Conscious Minds op en werd tijdens de jaren 1970 naar aanleiding van zijn successen als Mr. Rocksteady bekend. Zijn eerste grote succes werd de single Everything I Own, waarmee hij de toppositie bereikte in de Britse hitlijst. Dit succes werd in samenwerking met de producent Lloyd Chalmers bereikt. De door David Gates geschreven song werd door Ken Boothe in een aanhoudend reggae-ritme gebracht en kwam niet alleen in het Caribisch gebied goed aan, maar ook in het Verenigd Koninkrijk. Het origineel van de softrock-band Bread bereikte in het Verenigd Koninkrijk de 32e plaats en in de Verenigde Staten de 5e plaats. In hetzelfde jaar had Ken Boothe bovendien met Crying Over You een verdere hit in het Verenigd Koninkrijk op de 11e plaats.
In de recente tijd werkte Boothe samen met Bunny Lee, Phil Pratt, King Jammy, Pete Weston, Jack Ruby, Hugh 'Red Man' James, Castro Brown en Tappa Zukie. Bovendien ging hij in 1995 samen met de reggae-popmuzikant Shaggy, waarmee hij zijn oude nummer The Train is Coming nieuw opnam, dat verscheen op de soundtrack van de film Money Train. In 2001 verscheen bij Trojan Records de dubbel-cd Crying Over You, die de beste opnamen van Boothe bevat.

## Discografie

### Singles
- 1974: Everything I Own
- 1974: Crying Over You
- 1987: Everything I Own

### Albums
- 1967: Mr. Rock Steady
- 1968: More of Ken Boothe
- 1970: Freedom Street
- 1971: The Great Ken Boothe Meets B.B. Seaton & the Gaylads (Meets B.B. Seaton & the Gaylads)
- 1972: Boothe Unlimited
- 1974: Everything I Own
- 1974: Let's Get It On
- 1974: Black Gold & Green
- 1976: Blood Brothers
- 1978: Showcase
- 1978: Got to Get Away Showcase
- 1979: Reggae for Lovers
- 1979: Who Gets Your Love?
- 1979: Memories (Jamaika: I'm Just a Man)
- 1986: Imagine
- 1987: 2 of a Kind (met Tyrone Taylor)
- 1989: Don't You Know
- 1989: Call Me
- 1990: Talk to Me
- 1993: Power of Love
- 1997: Say You
- 1999: A Man and His Hits
- 2005: Live in Paris

### Compilaties
- 1978: Live Good
- 1987: The Ken Boothe Collection (Eighteen Classic Songs)
- 1994: The Best of & the Rest Of
- 1995: The Ken Boothe Collection
- 1995: Rock on Love
- 1997: Everything I Own
- 2001: Crying Over You – Anthology 1963–1978
- 2003: Everything I Own – The Best of Ken Boothe
- 2004: Ain't That Loving You
- 2006: You're No Good
- 2006: An Introduction to Ken Boothe
- 2007: Everything I Own: The Definitive Collection

- Bibliothèque nationale de France: cb13965932p (data)
- Gemeinsame Normdatei: 134333535
- International Standard Name Identifier: 0000 0000 7839 2615
- Library of Congress Control Number: n79140551
- MusicBrainz: f8eee368-dfe3-4e01-ad1b-9b306a6afb23
- Nationale Bibliotheek van Tsjechië: xx0087758
- Système universitaire de documentation: 15733841X
- Virtual International Authority File: 37109004
- WorldCat: E39PBJhxmPg36mTtktr7tBP4v3